# Гріффін (футбольний клуб)
ФК «ГРІФФІН»; FC "GRIFFIN"— український футбольний клуб з міста Києва, заснований у 2008 році власником групи однойменних компаній, В'ячеславом Реуцьким.
З моменту свого заснування, клуб зарекомендував себе справжнім Чемпіоном, доказом цьому слугують численні перемоги на різних турнірах за короткий проміжок часу, займає лідерські позиції в столичних, міжнародних і державних турнірах з пляжного футболу, футзалу та мініфутболу.
Найвищим досягненням клубу є друге місце в Європі у 2013 році, тоді команда взяла участь у першому Euro Winners Cup (своєрідна Ліга Чемпіонів серед команд пляжного футболу), представляючи Україну та Київ на міжнародній арені, де завоювала звання Віцечемпіон Європи 2013 з пляжного футболу серед клубних команд. Було ще багато чудових Перемог: Перемога в Чемпіонаті України з пляжного футболу у 2016 році, три віцечемпіонства України з пляжного футболу (2012, 2013, 2014). Перемога в чемпіонаті Києва з мініфутболу 2019 року. Перемога в Чемпіонаті України з мініфутболу 2019 року. Має у своєму складі дві команди — GRIFFIN та GRIFFIN-2.

## Досягнення
```
  2008 рік
```

- Чемпіон м. Києва з пляжного футболу, 2-га ліга;
- Переможець турніру Футбольної Ліги Активних Компаній.

```
  2009 рік
```

- Чемпіон 2-й лізі з пляжного футболу, м. Київ;
- Переможець турніру Футбольної Ліги Активних Компаній;
- 2-ге місце в Кубку, Ліга С, турнір з футболу в залі «Бізнес Ліга».

```
  2010 рік
```

- Чемпіон м. Києва з пляжного футболу, Вища Ліга;
- Володар «Кубку Відкриття» з пляжного футболу, Вища Ліга, м. Київ;
- Володар «Кубку Закриття» з пляжного футболу, м. Київ;
- 2-ге місце «Prestige Cup», турнір з футболу в залі «Бізнес Ліга»;
- 2-ге місце «Heineken Cup», м. Київ.

```
  2011 рік
```

- Чемпіон ліги «В», турнір з футболу в залі «Бізнес Ліга», м. Київ;
- Чемпіон ліги «В» Володар «Кубку АБФ 2011», м. Київ;
- Бронзовий призер Чемпіонату  м. Київ з пляжного футболу.

```
  2012 рік
```

- Чемпіон ліги «В», Володар «Кубка АБФ 2012», м. Київ;
- Переможець Всеукраїнського турніру «KIA Open Cup», м. Дніпро;
- Срібний призер Чемпіонату України з пляжного футболу, Віцечемпіон України;
- Срібний призер кубка Bombardyr Cup 2012  м. Київ;
- Бронзовий призер Всеукраїнського турніру «KIA Open Cup», м. Київ.

```
  2013 рік
```

- Віцечемпіон Європи з пляжного футболу, м. Сан-Бенедетто дель Тронто, Італія;
- Чемпіон м. Києва з пляжного футболу, 2-га ліга.
- Бронзовий призер турніру з футболу в залі «Бізнес Ліга», м. Київ;

```
  2014 рік
```

- Чемпіон м. Києва з пляжного футболу, Вища ліга;
- Чемпіон м. Києва з пляжного футболу, 2-га ліга;
- Срібний призер Чемпіонату України з пляжного футболу, Віцечемпіон України;
- Володар кубку м. Києва з пляжного футболу, Перша ліга
- Переможець турніру EBA Football Tournament, м. Київ.

```
  2015 рік
```

- Чемпіон ліги «А», турнір з футболу в залі «Бізнес Ліга», м. Київ;
- Срібний призер Ліги С «Бізнес Ліги» з футболу в залі, м. Київ;
- Бронзовий призер Чемпіонату  м. Києва з пляжного футболу, вища ліга;
- Бронзовий призер Чемпіонату  м. Києва з пляжного футболу, перша ліга.

```
  2016 рік
```

- Чемпіон України з пляжного футболу, м. Івано-Франківськ;
- Чемпіон м. Києва з пляжного футболу, Вища ліга;
- Чемпіон м. Києва з пляжного футболу, Перша ліга;
- Переможець Супер Кубку Ліги «А» з футболу в залі «Бізнес Ліга» м. Київ;
- Срібний призер Ліги «А» «Бізнес Ліги» з футболу в залі, м. Київ;
- Срібний призер Ліги «С» «Бізнес Ліги» з футболу в залі, м. Київ;
- Срібний призер турніру EBA Football Tournament, м. Київ.

```
  2017 рік
```

- Чемпіон ліги «А», турнір з футболу в залі «Бізнес Ліга», м. Київ;

```
  2018 рік
```

- Чемпіон ліги «А», турнір з футболу в залі «Бізнес Ліга», м. Київ;
- Чемпіон ліги «В», турнір з футболу в залі «Бізнес Ліга», м. Київ;
- Володар кубка ліги «В», турнір з футболу в залі «Бізнес Ліга», м. Київ;
- Бронзовий призер Чемпіонату м. Києва з пляжного футболу, вища ліга;

```
  2019 рік
```

- Чемпіон Києва з мініфутболу;
- Чемпіон України з мініфутболу;
- Чемпіон ліги «С», турнір з футболу в залі «Бізнес Ліга», м. Київ;
- Переможець кубку АБФ 2019, м. Київ;
- Срібний призер Ліги «А», турнір з футболу в залі «Бізнес Ліга», м. Київ;
- Срібний призер Чемпіонату м. Києва з пляжного футболу, перша ліга.
- Бронзовий призер Чемпіонату м. Києва з пляжного футболу, вища ліга;

## Футбол як частина корпоративного життя
Футбол, як вид спорту, та ФК Гріффін від самого початку посіли ключову позицію в корпоративному житті групи компаній ГРІФФІН. Клуб має сильну вболівальницьку підтримку серед працівників компанії, а матчі команди давно стали подією, яка збирає навколо себе менеджмент та персонал компанії.

## Склади команд

### Склад GRIFFIN
- Шайдюк Євгеній — нападник
- Євген Смоловик — захисник
- Тменов Микита — нападник
- Мельник Юрій — півзахисник
- Пантелейчук Віктор — захисник
- Иллічов Артем — півзахисник
- Корнейчук Павло — півзахисник
- Максименко Максим — голкіпер
- Арановський Віталій — нападник
- Войтенко Дмитро — півзахисник
- Накаєв Апті — півзахисник

### Склад GRIFFIN-2
- Трипільській Олександр — нападник
- Хромцов Юрій — нападник
- Шайдюк Олексій — захисник
- Скринник В'ячеслав — півзахисник
- Титаренко Олександр — півзахисник
- Тринос Олександр — захисник
- Селезньов Віктор — захисник
- Скиба В'ячеслав — захисник
- Прокопець Віктор — захисник
- Реуцький В'ячеслав — нападник
- Малиш Олександр — нападник
- Осипенко Дмитро — голкіпер
- Поправка Олександр — голкіпер
- Заворотний Максим — півзахисник
- Лисий Андрій — захисник
- Боровик Олександр — захисник
- Євген Варениця — тренер